# Huub Vercoulen
Huub Vercoulen (Venlo, 22 januari 1944) is een voormalig Nederlands voetballer. Hij stond onder contract bij VVV.

## Spelersloopbaan
Vercoulen maakte in 1964 de overstap van amateurclub FCV naar VVV en maakte op 20 september 1964 zijn profdebuut in de uitwedstrijd bij RBC Roosendaal (1-1). De rechtervleugelverdediger stond bekend om zijn lange rushes langs de zijlijn en het bespelen van tegenstanders en scheidsrechters. Zo fluisterde hij Frans Derks ooit eens bij een gelijke stand in: "Fluit maar af, deze wedstrijd verdient geen verliezer". Dat deed Derks prompt, ofschoon de negentig minuten nog niet verstreken waren. Na dertien seizoenen VVV werd 'De Koes' (ook wel Venloos dialect voor varken) afgeserveerd omdat hij met 33 jaar te oud zou zijn. Vercoulen speelde vervolgens samen met oud-ploegmaat Jan Verbong nog een jaar betaald voetbal bij Helmond Sport, waar hij zijn profloopbaan in 1978 afsloot.

## Trainersloopbaan
Na zijn spelerscarrière is Vercoulen jarenlang werkzaam geweest als trainer in het amateurvoetbal, onder meer bij Stormvogels '28, FCV, Olympia '18, Megacles, EVV Echt, Lobbericher SC, 1. FC Viersen, Schwarz-Weiß Elmpt, SuS Schaag, SV Venray, FC ODA, RFC Roermond en VCH.

## Statistieken
| Seizoen         | Club            | Competitie      | Competitie | Competitie | Beker | Beker | Playoffs | Playoffs | Totaal | Totaal |
| Seizoen         | Club            | Competitie      | Wed.       | Dlp.       | Wed.  | Dlp.  | Wed.     | Dlp.     | Wed.   | Dlp.   |
| --------------- | --------------- | --------------- | ---------- | ---------- | ----- | ----- | -------- | -------- | ------ | ------ |
| 1964/65         | VVV             | Eerste divisie  | 6          | 0          | 0     | 0     | —        | —        | 6      | 0      |
| 1965/66         | VVV             | Eerste divisie  | 7          | 0          | 2     | 0     | —        | —        | 9      | 0      |
| 1966/67         | FC VVV          | Tweede divisie  | 40         | 0          | —     | —     | —        | —        | 40     | 0      |
| 1967/68         | FC VVV          | Eerste divisie  | 22         | 0          | 3     | 0     | 1        | 0        | 26     | 0      |
| 1968/69         | FC VVV          | Tweede divisie  | 30         | 1          | 1     | 0     | —        | —        | 31     | 1      |
| 1969/70         | FC VVV          | Tweede divisie  | 26         | 0          | 1     | 0     | —        | —        | 27     | 0      |
| 1970/71         | FC VVV          | Tweede divisie  | 32         | 0          | 1     | 0     | —        | —        | 33     | 0      |
| 1971/72         | FC VVV          | Eerste divisie  | 40         | 1          | 1     | 0     | —        | —        | 41     | 1      |
| 1972/73         | FC VVV          | Eerste divisie  | 34         | 0          | 1     | 0     | —        | —        | 35     | 0      |
| 1973/74         | FC VVV          | Eerste divisie  | 32         | 0          | 2     | 0     | —        | —        | 34     | 0      |
| 1974/75         | FC VVV          | Eerste divisie  | 36         | 5          | 2     | 0     | —        | —        | 38     | 5      |
| 1975/76         | FC VVV          | Eerste divisie  | 33         | 2          | 2     | 0     | 4        | 0        | 39     | 2      |
| 1976/77         | FC VVV          | Eredivisie      | 24         | 1          | 0     | 0     | —        | —        | 24     | 1      |
| 1977/78         | Helmond Sport   | Eerste divisie  | 17         | 1          | 1     | 0     | —        | —        | 18     | 1      |
| Carrière totaal | Carrière totaal | Carrière totaal | 379        | 11         | 17    | 0     | 5        | 0        | 401    | 11     |